# Giải bóng đá vô địch quốc gia Kosovo 2013–14
Raiffeisen Superliga 2013–14 là mùa giải thứ 15 của hạng đấu cao nhất bóng đá Kosovo. Mùa giải bắt đầu từ 23 tháng 8 năm 2013. KF Prishtina là đương kim vô địch.
Có 12 đội tham gia giải: 10 đội từ mùa giải 2012–13 và hai đội thăng hạng từ Liga e Parë. Fushë Kosova,  và Ferizaj là các câu lạc bộ bị xuống hạng.

## Đội bóng
Có 12 đội tham gia Giải bóng đá vô địch quốc gia Kosovo 2013–14. Mùa trước, KF Liria và KF Vëllaznimi xuống chơi ở Liga e Parë. KF Ferizaj và KF Fushë Kosova lên hạng.
| Câu lạc bộ         | Thành phố    | Sân vận động                   |
| ------------------ | ------------ | ------------------------------ |
| KF Besa            | Pejë         | Shahin Haxhiislami Stadium     |
| KF Drenica         | Skënderaj    | Bajram Aliu Stadium            |
| KF Drita           | Gjilan       | City Stadium (Gnjilane)        |
| KF Ferizaj         | Ferizaj      | Ismet Shabani Stadium          |
| KF Feronikeli      | Gllogovc     | Rexhep Rexhepi Stadium         |
| KF Fushë Kosova    | Fushë Kosovë | Ekrem Grajqevci (Kosovo Polje) |
| KF Hajvalia        | Prishtinë    | Hajvalia Stadium               |
| KF Hysi            | Podujevë     | Merdare Stadium                |
| KF Kosova Vushtrri | Vushtrri     | City Stadium (Vučitrn)         |
| KF Prishtina       | Prishtinë    | City Stadium (Pristina)        |
| KF Trepça          | Mitrovicë    | Olympic Stadium Adem Jashari   |
| KF Trepça'89       | Mitrovicë    | Riza Lushta Stadium            |

## Bảng xếp hạng
| XH | Đội                 | Tr | T  | H  | T  | BT | BB | HS  | Đ  | Lên hay xuống hạng             |
| -- | ------------------- | -- | -- | -- | -- | -- | -- | --- | -- | ------------------------------ |
| 1  | Kosova Vushtrri (C) | 33 | 19 | 7  | 7  | 48 | 22 | +26 | 64 |                                |
| 2  | Trepça'89           | 33 | 16 | 5  | 12 | 45 | 31 | +14 | 53 |                                |
| 3  | Prishtina           | 33 | 17 | 6  | 10 | 39 | 26 | +13 | 51 |                                |
| 4  | Ferizaj             | 33 | 15 | 6  | 12 | 43 | 35 | +8  | 51 |                                |
| 5  | Besa                | 33 | 15 | 4  | 14 | 37 | 36 | +1  | 49 |                                |
| 6  | Hajvalia            | 33 | 13 | 8  | 12 | 40 | 32 | +8  | 47 |                                |
| 7  | Drita               | 33 | 12 | 11 | 10 | 43 | 37 | +6  | 47 |                                |
| 8  | Drenica             | 33 | 12 | 9  | 12 | 45 | 42 | +3  | 45 |                                |
| 9  | Feronikeli          | 33 | 10 | 11 | 12 | 28 | 33 | −5  | 41 | Play-off Xuống hạng            |
| 10 | Trepça              | 33 | 9  | 9  | 15 | 25 | 32 | −7  | 36 | Play-off Xuống hạng            |
| 11 | Fushë Kosova        | 33 | 8  | 8  | 17 | 29 | 49 | −20 | 32 | Xuống hạng Liga e Parë 2014–15 |
| 12 | Hysi (R)            | 33 | 8  | 4  | 21 | 21 | 68 | −47 | 28 | Câu lạc bộ bị đuổi khỏi giải   |

Cập nhật đến ngày 31 tháng 5 năm 2014
Nguồn: Football Federation of Kosovo Bản mẫu:Al icon, RSSSF
Quy tắc xếp hạng: 1st points; 2nd head-to-head points; 3rd head-to-head goal difference; 4th overall wins; 5th goal difference; 6th goals scored.
(VĐ) = Vô địch; (XH) = Xuống hạng; (LH) = Lên hạng; (O) = Thắng trận Play-off; (A) = Lọt vào vòng sau. 
Chỉ được áp dụng khi mùa giải chưa kết thúc: 
(Q) = Lọt vào vòng đấu cụ thể của giải đấu đã nêu; (TQ) = Giành vé dự giải đấu, nhưng chưa tới vòng đấu đã nêu.

- FC Prishtina bị trừ 6 điểm, vì không đá với Kosova Vushtrri ở vòng 33 theo borozani.com

### Play-off Xuống hạng
Các trận play-off xuống hạng diễn ra vào 3–4 tháng 6 năm 2015. Cả hai đội ở hạng cao nhất, Feronikeli và Trepça, đều giành chiến thắng trước các đội hạng dưới Gjilani và Llapi để giữ suất trong Giải bóng đá vô địch quốc gia Kosovo.
| Feronikeli        | 1–1 (s.h.p.) | Gjilani     |
| ----------------- | ------------ | ----------- |
| Osmani 90'        |              | Unknown 60' |
| Loạt sút luân lưu |              |             |
|                   | 3–1          |             |

| Trepça | 2–1 (s.h.p.) | Llapi |
| ------ | ------------ | ----- |
|        |              |       |